# Diodot
Diodot iz Tira, grčki filozof i jedan od Stratonovih nasljednika.
Nije ponudio ništa novo kad je riječ u djelovanju škole u tretiranom razdoblju, dakle tijekom egzistiranja škole u helenističko-rimskom razdoblju. On, kao i ostali pripadnici škole tog vremena, nastojeći obraniti određene Aristotelove doktrine, popušta pred eklektičkim i stoičkim spekulacijama.  